# Rattus arrogans
Espèce
Statut de conservation UICN

 LC  : Préoccupation mineure
Rattus arrogans est une espèce de rongeur de la famille des Muridae, du genre Rattus, endémique d'Indonésie.

## Taxonomie
L'espèce est décrite pour la première fois par le mammalogiste anglais Michael Rogers Oldfield Thomas en 1922.

## Classification
L'espèce est souvent considérée comme une sous-espèce de Rattus niobe au sein du complexe éponyme. Elle est reconnue provisoirement comme une espèce distincte par Musser et Carleton depuis 2005.

## Distribution et habitat
L'espèce est endémique d'Indonésie et se rencontre dans les landes montagneuses du centre et de l'ouest de la province de Papouasie dans l'ouest de l'île de Nouvelle-Guinée entre 2 200 et 4 100 mètres d'altitude.

## Rattus arroganset l'Homme

### Menaces
L'Union internationale pour la conservation de la nature la distingue comme espèce de « Préoccupation mineure » (LC) sur sa liste rouge.